# Bazyli Ustrzycki (1715–1751)
Bazyli Ustrzycki herbu Przestrzał,  (ur. w 1715, zm. w 2 września 1751) – stolnik żydaczowski (1729-1735), stolnik przemyski (1746-1751), kasztelan przemyski (1746-1751), poseł do Stambułu z Krzysztofem Popielem (w 1748).
W młodości walczył w chorągwi króla polskiego Augusta II Mocnego. Był posłem ziemi przemyskiej na sejm 1730 roku.
Pierwszą żoną była Miączyńska cześnikówna bracławska, a drugą (od 1735 r.) Katarzyna Zielonka - też cześnikówna bracławska.
Córką Bazylego i Katarzyny Zielonki była;  Apolonia Ustrzycka (ur. 17 stycznia 1736, zm. 1814), którą poślubił w 1749 gen. książę Antoni Lubomirski h. Szreniawa - właściciel Boguchwały, Przeworska.  Drugim jej mężem został (21 stycznia 1751), książę Kazimierz  Poniatowski h. Ciołek (1721-1800), generał wojska koronnego, książę nadany (1764), podkomorzy wielki koronny.  
Bazyli Ustrzycki kupił Lutowiska i przekazał je w posagu córce  Mariannie Ustrzyckiej - zamężnej z Szymonem Urbańskim – łowczym kamienieckim.